# ProLitteris
ProLitteris ist die schweizerische Verwertungsgesellschaft für Text und Bild mit Sitz in Zürich. Die Genossenschaft wurde 1974 gegründet und ist mit offizieller Bewilligung des Eidgenössischen Instituts für Geistiges Eigentum (IGE) tätig. Seit dem 1. Juli 2000 ist sie auch im Fürstentum Liechtenstein konzessioniert. Aktueller Direktor ist der Rechtsanwalt Philip Kübler.

## Aufgaben
Die Gesellschaft ist im Auftrag des Bundes der Schweiz und der anderen Verwertungsgesellschaften zuständig für Kopiervergütungen. Diese müssen von Unternehmen, Verwaltungen, Schulen und anderen Organisationen sowie von Bibliotheken und anderen Kopierdienstleitern gezahlt werden, weil das Vervielfältigen für interne Zwecke in der Schweiz gesetzlich erlaubt, aber kostenpflichtig ist. Daneben verwaltet ProLitteris vertragliche Lizenzen für Kunstwerke (Bereich Art) und für Texte in Radio und TV (Bereich Audio). Die gesetzliche Grundlage des Vergütungsinkassos im Urheberrechtsgesetz der Schweiz wird erweitert durch behördlich genehmigte Tarife: Gemeinsame Tarife (GT) der Verwertungsgesellschaften. Es handelt sich um Tarife mit dem linearen Senden als Ausgangspunkt (GT 1, 2 und 12) bzw. mit dem analogen oder digitalen Kopieren als Ausgangspunkt (GT 4, 7, 8, 10), oder der Tarif deckt einen Sonderfall ab wie das öffentliche Wahrnehmbarmachen (GT 3), das Vermieten in Bibliotheken und Videotheken (GT 5), Nutzungen für Menschen mit Behinderungen (GT 10), Nutzungen verwaister Werke mit unbekannten oder unauffindbaren Rechteinhabern (GT 13) oder Video on demand (GT 14). Wie andere Verwertungsgesellschaften verteilt ProLitteris den gesamten Ertrag an Autoren, Künstlerinnen und andere Urheber sowie Verlage, nach Abzug der Verwaltungskosten sowie eines Anteils für die Fürsorge-Stiftung und für die Kulturförderung.
Die Tarife werden von der Eidgenössischen Schiedskommission ESchK und die Geschäftsführung wird von der Aufsichtsbehörde IGE geprüft und genehmigt, beides Behörden des Eidgenössischen Justiz- und Polizeidepartements. Die von ProLitteris berechneten Vergütungen sind verbindlich und wurden von den schweizerischen Gerichten wiederholt bestätigt. Die vertretenen Nutzungsrechte decken auch das internationale Repertoire ab; dies gestützt auf zahlreiche Gegenseitigkeitsverträge mit ausländischen Schwestergesellschaften.
Über ihre Kulturstiftung vergibt ProLitteris jährlich den ProLitteris-Preis. Damit werden herausragende Leistungen von Autoren, bildenden Künstlern, Journalisten und von Verlagen prämiert. Die Fürsorge-Stiftung von ProLitteris zahlt Altersrenten und Nothilfen an bedürftige Autoren und Künstler in der Schweiz.

## Mitglieder
Die Genossenschaft hat über 15'000 Mitglieder, zusammengesetzt aus Urhebern und Verlagen. Mitglieder bei der ProLitteris sind Autoren, Übersetzer, bildende Künstler, Fotografen, Illustratoren, Buchverlage, Zeitungs- und Zeitschriften sowie Onlineverlage.
Die Mitgliedschaft ist kostenlos. Sie ist im Bereich der gesetzlichen Lizenzen die formelle Voraussetzung, damit ein Urheber oder ein Verlag an den eingezogenen Vergütungen für die Nutzung der eigenen Werke partizipiert. Die wichtigsten Verteilungen von ProLitteris betreffen gedruckte Werke (Verteilung Print), Werke im Internet (Verteilung Online) und Werke in Radio und Fernsehen (Verteilung Broadcast). Die Rechteinhaber deklarieren ihre Werke und Rechte im Online-Portal von ProLitteris. Für bildende Künstler und Kunstfotografen (Bereich Art) und für Comedians, Textautoren sowie Verlage und Autoren von verfilmter Literatur (Bereich Audio) hat die Mitgliedschaft den Vorteil, dass die Lizenzierung und das Inkasso an eine zentrale Organisation delegiert wird.

## Geschichte
Am 19. September 1974 wurden die Genossenschaft und Teledrama, eine weitere Verwertungsgesellschaft, in Zürich als enge Kooperationspartner der SUISA (Schweizerische Gesellschaft für die Rechte der Urheber musikalischer Werke) gegründet. Mitbegründer und erster Präsident der ProLitteris bis 1984 war Otto Steiger. Seit 1. Januar 1977 ist die Genossenschaft selbständig. Am 1. Juli 1978 wurde die erste Generalversammlung in Bern mit 23 Mitgliedern einberufen. Im Jahr 1981 wurden die Tätigkeiten der Verwertungsgesellschaften durch den Schweizer Bundesrat auf das Weitersenderecht ausgedehnt. In der Generalversammlung 1984 wurde für den Gesellschaftsnamen ProLitteris entschieden. Die Genossenschaft setzte sich zwei Ziele, zum einen die Wahrnehmung und Durchsetzung der Reprografierechte, zum anderen den Aufbau einer Bildabteilung für Reproduktionsrecht.
2014 ging die Ära des umstrittenen Direktors Ernst Hefti zu Ende. Neuer Direktor wurde der Rechtsanwalt, Telekommanager und Medienrechtsexperte Philip Kübler. 
An der Generalversammlung im September 2015 gab die Genossenschaft eine umfassende Neuausrichtung und eine Kostensenkung bekannt. Entsprechend weisen die Geschäftsberichte seit 2015 deutlich geringere Verwaltungskosten aus (rund 25 % weniger als in den Vorjahren) und eine höhere Transparenz dank dem Rechnungslegungs-Standard Swiss GAAP FER. Eine amtliche Analyse der Verwaltungskosten, mit welcher die Aufsichtsbehörde im Jahr 2015 die wirtschaftliche Geschäftsführung überprüft hat, bestand die ProLitteris genauso wie die anderen Schweizer Verwertungsgesellschaften.
Im Vernehmlassungsbericht des Schweizerischen Bundesrates zur Einführung eines Leistungsschutzes für Medien wurde ProLitteris als die zuständige Verwertungsgesellschaft genannt, die den neuen Vergütungsanspruch gegen grosse Suchmaschinenbetreiber durchsetzen würde, sofern die entsprechende Gesetzesänderung in Kraft tritt.

## Verwendung der Einnahmen
Der Ertrag der Genossenschaft betrug im Jahr 2023 rund CHF 35 Mio. mit Verwaltungskosten von rund CHF 5.5 Mio. und einer Verteilungsleistung von rund CHF 30 Mio. Die geprüften jährlichen Geschäftsberichte werden von ProLitteris mit zahlreichen Erläuterungen und Kennzahlen publiziert.

## Kritik
ProLitteris und die anderen Verwertungsgesellschaften gehören zur Kulturwirtschaft und werden als Genossenschaften oder Vereine von den Rechteinhabern getragen. Die gesamten Vergütungen der Verwertungsgesellschaften finanzieren die Kunstschaffenden, Interpretierenden, Produzierenden und Sendeunternehmen im Bereich Musik, Filme, Kunst und Kultur und, im Fall von ProLitteris, Literatur und Verlagswesen in den Bereichen Medien, Wissenschaft und Fiction. Grundlage der Vergütungen ist immer das Prinzip, dass die Inhaber der Urheberrechte am Ertrag partizipieren sollen, der mit ihrem Werken generiert wird. Die Verwertungsgesellschaften unterliegen als zentrale Inkassostellen auch einer urheberrechtspolitischen Debatte über Umfang und Art der Durchsetzung von Rechten des geistigen Eigentums. Breit akzeptiert ist, dass die kollektive Verwertung über zentrale Organisationen dann eine gute Lösung darstellt, wenn die individuelle Verwertung durch die Rechteinhaber selber an Grenzen stösst und das Gesetz oder die Rechteinhaber trotzdem eine Vergütung an Urheber, Produzenten und Interpreten sicherstellen wollen. Es gilt der Grundsatz, dass die Verwendung von geschützten Werken zu einer angemessenen Entschädigung der Rechteinhaber führen sollte. Eine zweite Kritik stammt aus der Vergangenheit und betraf den früheren Geschäftsführer von ProLitteris, dessen Tätigkeit als wenig kostenbewusst dargestellt wurde und der durch den Genossenschaftsvorstand gegen Ende seiner Amtsdauer eine hohe Pensionskasseneinzahlung beschliessen liess.
Die Genossenschaft hat seit 2015 ihre Verwaltung professionalisiert, die Kosten gesenkt und die Einhaltung aller gesetzlichen Vorgaben sichergestellt. Der neue Direktor stammt aus der Telekombranche und ist damit auch mit der Nutzerseite im Urheberrecht vertraut. Die Wirtschaftsprüfer der Aufsichtsbehörde IGE stellte in einer Analyse der Verwaltungskosten aller Schweizer Verwertungsgesellschaften fest, dass diese Gesellschaften insgesamt wirtschaftlich und kostenbewusst arbeiteten. Im Unterschied zu anderen Ländern kennt das Verwertungssystem der Schweiz keine Geräteabgabe, weshalb der Verwaltungsaufwand vergleichsweise höher sein darf. Zudem handle es sich um eine privatrechtlich organisierte Genossenschaft, deren Mitglieder jedes Jahr die Geschäftsberichte genehmigen und deren Vorstand die Geschäftsleitung kontrolliert.
Mit dem Aufkommen von grossen Sprachmodellen und von Systemen der generativen künstlichen Intelligenz stehen das Urheberrecht und die Rechteverwertung vor neuen Herausforderungen und Chancen. Die Vertreter des geistigen Eigentums halten das Training unter Nutzung von menschlichen Kreativleistungen für eine systematische Verletzung von Urheberrechten, die einwilligungspflichtig ist und zumindest vergütet werden muss, was unter Umständen durch zentrale Verwertungsgesellschaften wie ProLitteris möglich wäre.

## Zeitschriften und Berichte
- Jahresbericht, ab 2015 Geschäftsbericht, Zürich, seit 1988 jährlich (online)
- Gazzetta ProLitteris. Zürich, seit 2/1986 halbjährlich; Ende 2014 eingestellt.